# Cupra
Купра (шп. Cupra, стилизовано као CUPRA) шпански је произвођач спортских аутомобила са седиштем у Марторелу, у Шпанији. Основана је 22. фебруара 2018. године. Претходно Купра је била спортска дивизија у склопу Сеата, звана Сеат Спорт.

## Историја

### Сеат Спорт
Сеат Спорт је била дивизија високих перформанси шпанског произвођача аутомобила Сеат. Основан је 1985. године, наследивши „Сеатово одељење за специјална возила“ који је био формиран 1971. године са мисијом да обезбеди учешће марке у рели шампионатима, освојивши 11 титула између 1979. и 1983. године.
1996. године на сајму аутомобила у Паризу, Сеат је представио акроним Cupra за Cup-Racing, као најбољу верзију спортског асортимана. Модел који је дебитовао са овим именом била је ибица, која је била опремљена голфовим ГТИ 2.0 мотором, са 16 вентила и 150 КС. Сеат је 1999. године представио свој концептни аутомобил толедо купра V6, који није ушао у серијску производњу. Од 2000. године, Сеат леон добија верзију купра.
Сеат Спорт се такмичила у рели и тјуринг тркачким аутомобилима, а такође је развијала и верзије путничких аутомобила високих перформанси. Резултат овог напора награђен је најпрестижнијим титулама Сеата на шампионатима ФИА-е, три пута је Сеат ибица кит-кар на ФИА 2Л освојила Светски рели шампионат (WRC) (1996, 1997, 1998) и два пута са Сеат леоном на ФИА Светском тјуринг првенству (WTCC) (2008, 2009).

### Бренд Купра
Сеат је на сајму аутомобила у Франкфурту 2017. објавио да ће његова спортска дивизија расти и развијати се. Године 2018. Сеат покреће своју прву подружницу под називом Купра, са независним логотипом, фокусираним на спортске верзије. Купра преузима контролу над целокупним мото и спортским одељењем, којим је раније управљао Сеат Спорт.
Нови бренд званично је представљен 22. фебруара 2018. у граду Сан Педро де Рибас, у покрајини Барселона, на посебној конференцији за штампу, где је представљен први модел компаније атека и планове за свој будући асортиман. Купра атека је званично представљена на салону аутомобила у Женеви марта 2018. године.
22. фебруара 2019. године, подударајући се са првом годишњицом од оснивања Купре као бренда, компанија је приказала новинарима следећи модел, који је представила на сајму аутомобила у Женеви, то је концептни кросовер аутомобил са хибридном моторизацијом под називом Купра форментор, позициониран изнад атеке. Заснован је на Сеатов модел тарако. На салону аутомобила у Франкфурту септембра 2019. године представљен је концептни аутомобил Купра таваскан.